# Janów - Nikiszowiec

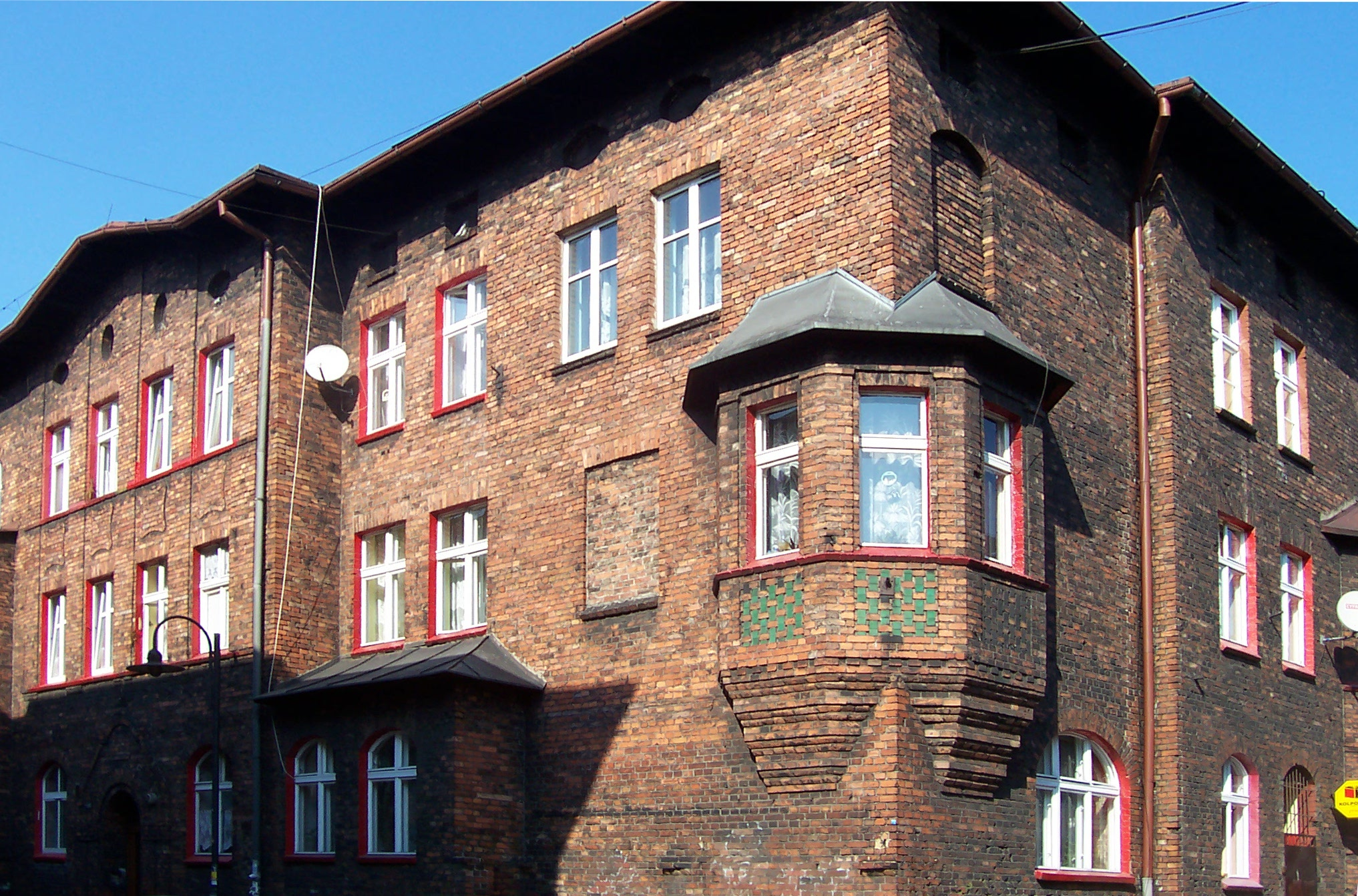
Nikiszowiec

Janów - Nikiszowiec  (tedesco Janow-Nikischschacht) è un quartiere di Katowice.